# Johannes Cornelis Hendrik de Meijere
Pour les articles homonymes, voir De Meijere.
Johannes Cornelis Hendrik de Meijere (Deventer 1er avril 1866–6 novembre 1947  Amsterdam), est un zoologiste et entomologiste néerlandais, au Royaume des Pays-Bas, et un professeur et un recteur de l'Université d'Amsterdam.

## Biographie
De Meijere était membre de la famille patricienne De Meijere et fils du pasteur révérend Johannes Cornelis de Meijere (1834-1911) et Hendrika Alida Wonders (1834-1909). Il a épousé Prijna Johanna Klasina van Dam (1875-1953) en 1897, dont deux filles sont nées.
De Meijere est diplômé en biologie de l'Université d'Amsterdam en 1891, puis devient assistant du professeur Max Weber et obtient son doctorat à Amsterdam en 1893 avec la thèse « Sur les poils des mammifères » : en particulier sur leur mode d'arrangement. De 1908 à 1921, il fut professeur extraordinaire de zoologie technique, à partir de 1921 professeur titulaire d'entomologie, de génétique et de zoologie. Il est resté professeur jusqu'en 1936 et a également été recteur magnificus de l'Université d'Amsterdam de 1928 à 1929. Entre 1896 et 1921, il est conservateur du musée Artis. En 1935, il fit don de sa propre collection de diptères au musée zoologique d'Amsterdam.

## Hommages
De Meijere était Chevalier de l'Ordre du Lion néerlandais et Officier de l'Ordre d'Orange-Nassau.

## Publications
- Over de haren der zoogdieren: in 't bijzonder over hunne wijze van rangschikking. Leiden, 1933.
- [co-auteur] Nieuwe naamlijst van Nederlandsche Diptera. 's-Gravenhage, 1898.
- Die Echinoidea der Siboga-Expedition. Leiden, 1904.
- Over het belang van academisch onderwijs in de entomologie. Amsterdam, 1906.
- Studien über sudostasiatische Dipteren. 16 delen. 's-Gravenhage, [1907-1924][1].
- De studie der insecten-biologie. Haarlem, 1908.
- Veranderlijkheid in eenheid. Amsterdam, 1929 (Rede 297e herdenking stichtingsdag Universiteit van Amsterdam).
- Verslag van de lotgevallen der Universiteit van Amsterdam gedurende den cursus 1928-1929. Amsterdam, 1929 (Rede bij de overdracht van het rectoraat op den 16en september 1929).
- Inleiding tot de kennis van de Nederlandsche Tweevleugelige Insecten (Diptera). Zutphen, 1944.